# Пухлянко Євген Леонідович
Євге́н Леоні́дович Пухля́нко (нар. 28 лютого 1955, Краматорськ) — український композитор, піаніст, виконавець.                                                   Заслужений діяч мистецтв України (2000). Ліквідатор аварії на ЧАЕС у 1986 році.

## Життєпис
1979 року закінчив Київську консерваторію ім. П. І. Чайковського за чотирма спеціальностями: концертний виконавець, соліст камерного колективу, концертмейстер та педагог музичного училища.
Вступив до аспірантури, 4 роки працював у консерваторії концертмейстером кафедри сольного співу і паралельно працював концертмейстером у Жовтневому палаці.
Згодом був запрошений до Державного духового оркестру, а далі — до Естрадно-симфонічного оркестру під керівництвом Ростислава Бабича.
З 1980 по 1985 (2 скликання) був депутатом районної ради Шевченківського району м. Києва.
Пише музику до пісень. Співпрацює з такими українськими авторами і виконавцями, як Володимир Матвієнко, Василь Волощук, Семен Торбенко, Віктор Захарченко.

### Родина
Дружина — Тетяна Рощина — піаністка, мистецтвознавець, професор Київської консерваторії.
Донька — Марія Пухлянко — піаністка, лауреат міжнародних конкурсів.

### Визнання
- Заслужений діяч мистецтв України (2000)
- «Орден Святого Рівноапостольного князя Володимира Великого» II і III ступенів
- Орден «Байда-Вишневецький» III ступеня

## Пісні
- В серці маю Україну[2]
- Дівка-лиходійка
- Маки червоні
- Пісне моя зоряна
- Стольний град Київ